# Primula vialii
Первоцвіт Віаля (Primula vialii) — вид рослин родини Первоцвітові.

## Назва
Названий на честь Поля Віаля (фр. Paul Vial), французького католицького місіонера.

## Будова
Багаторічна рослина висотою 40-50 см. Листя велике, вузьке, зморшкувате. Має пірамідальне двоколірне суцвіття - пурпурове при основі і червоне на кінчику. 

## Поширення та середовище існування
Зростає у Китаї. Може культивуватися в Україні, проте  потребує укриття на зиму.

## Практичне використання
Популярна декоративна квітка для вирощування в саду. Садовод-аматор Джон Голланд знайшов серед рожевих квітів у саду в Нортумберленді білий екземпляр і зайнявся його розведенням. Від цієї рослини походить сорт "Alison Holland" .

## Галерея

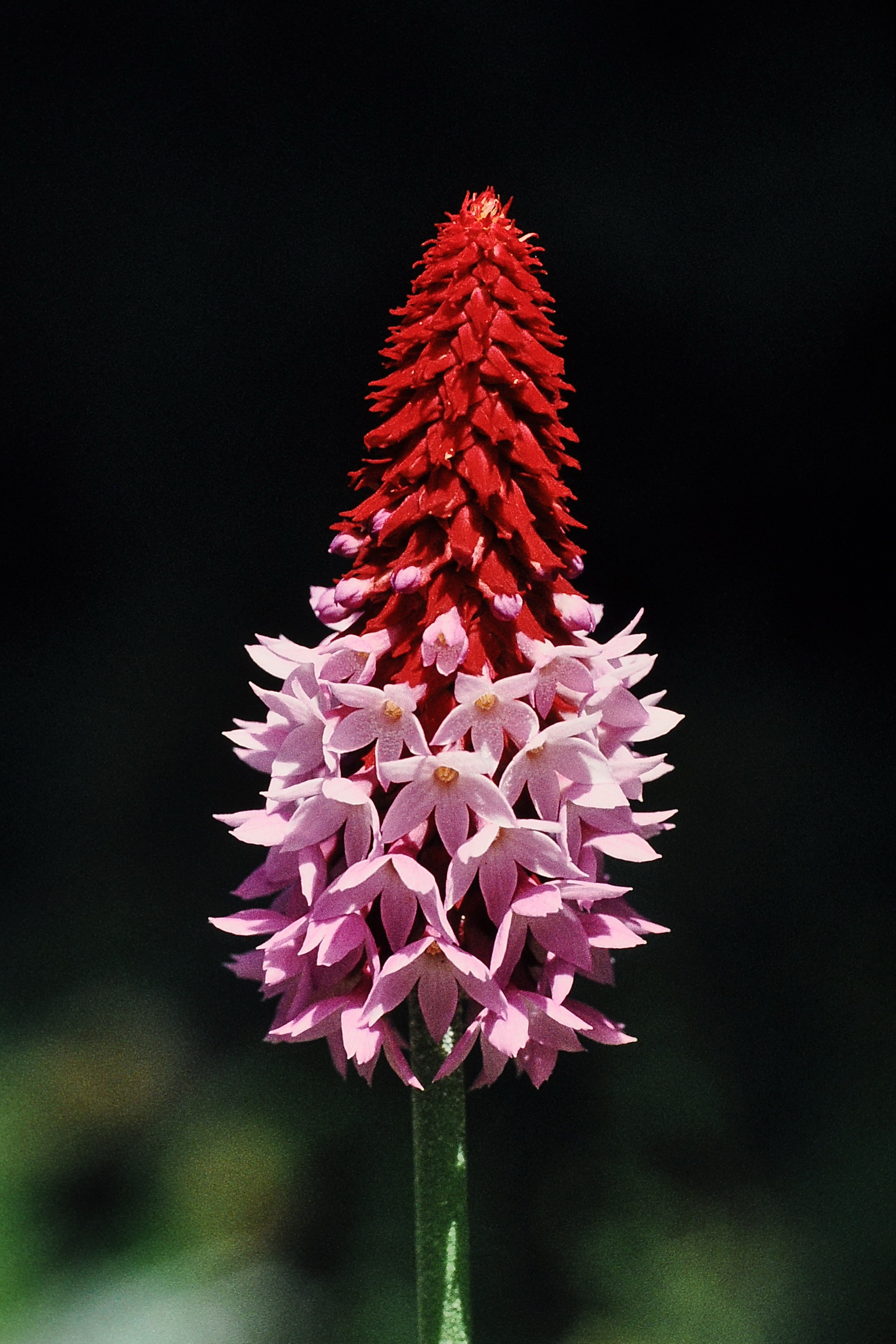
Суцвіття
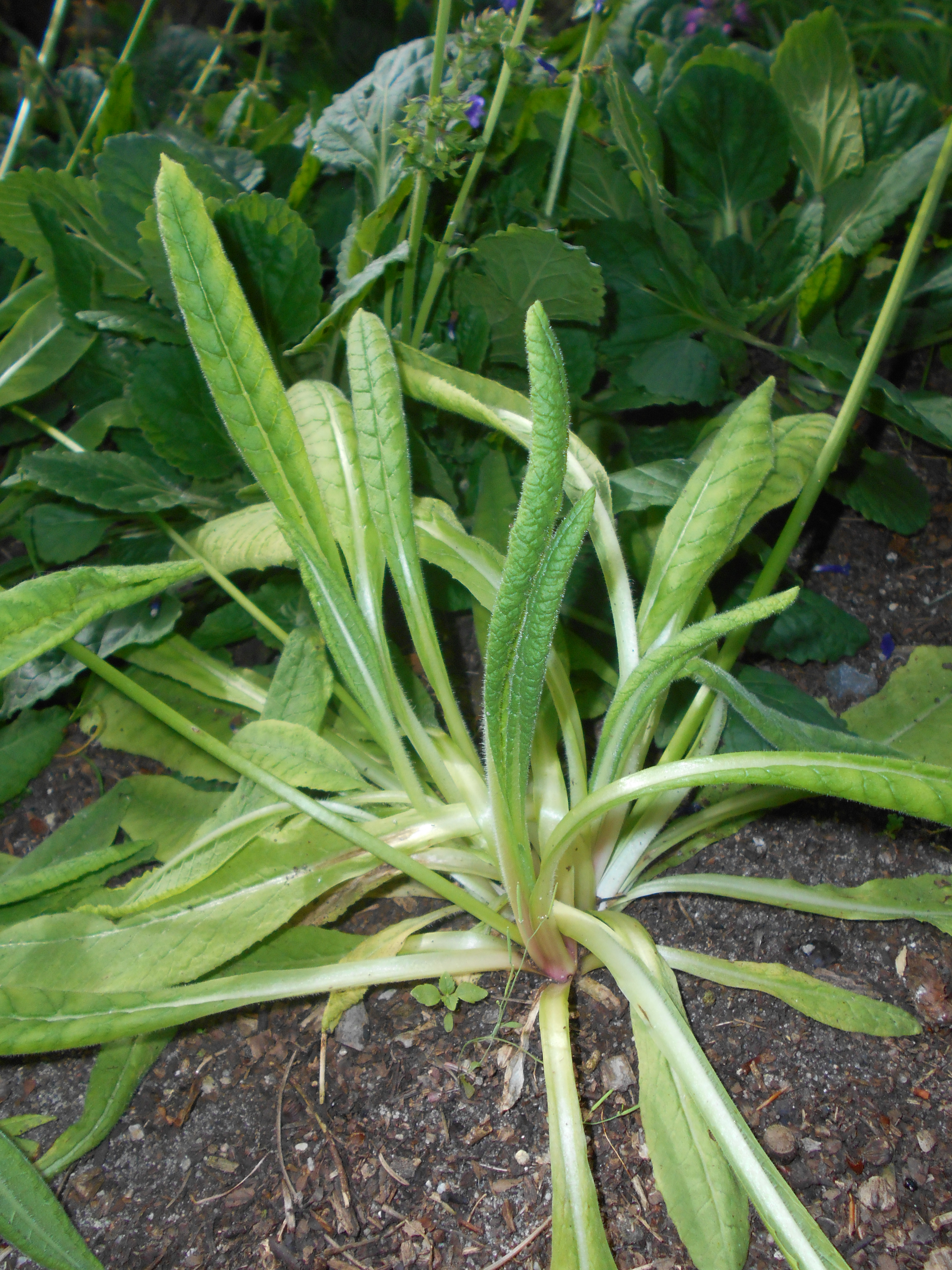
Листя
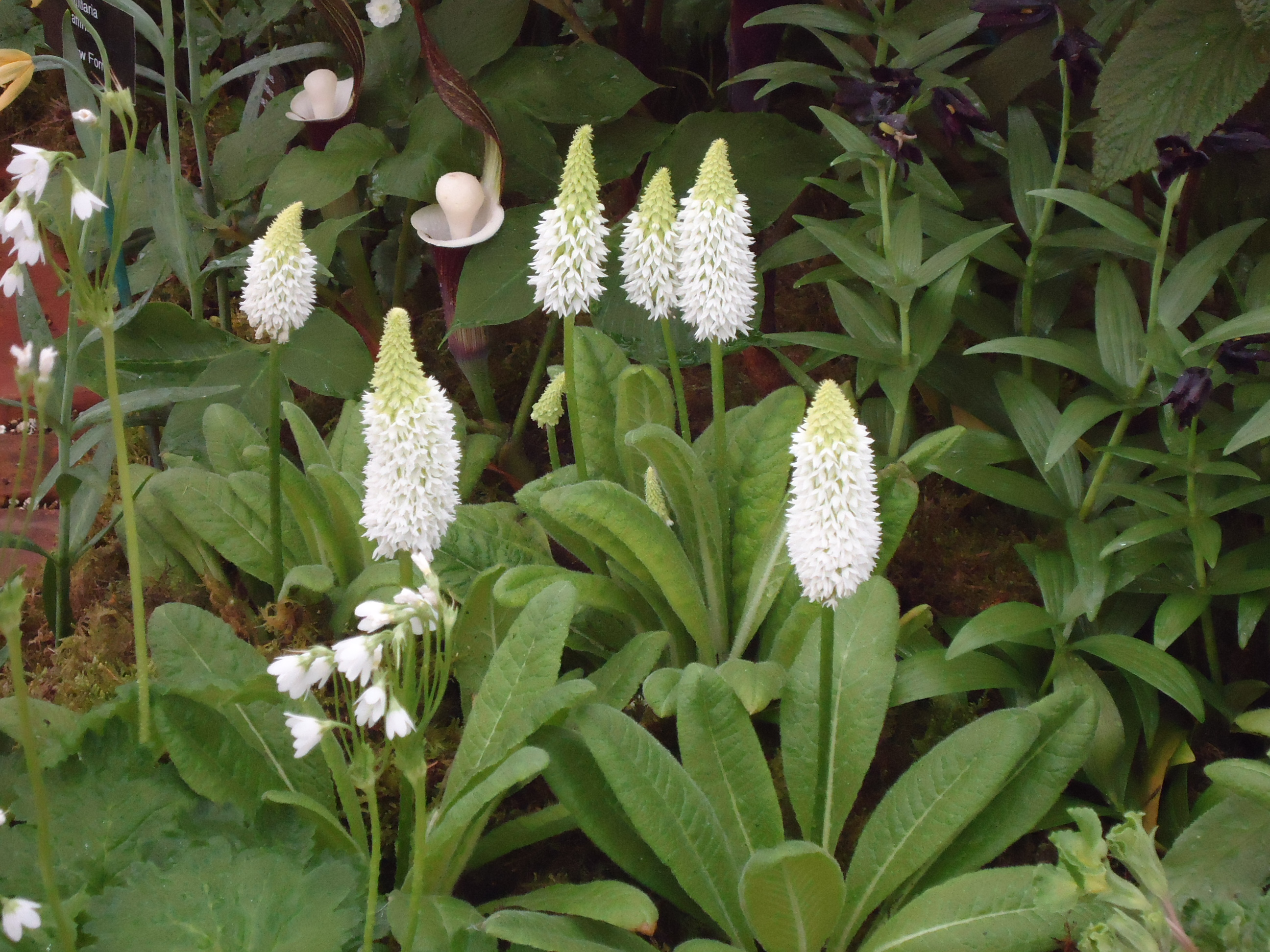
Білий сорт Alison Holland